# 南京大学外国语学院
南京大学外国语学院是南京大学的学院之一，涵涉领域主要为中国语言文学以外的世界语言文学，曾最早创建了中国高等学校中的西方文学学科。

## 现况概览

### 系科设置
- 英语语言文学系
- 俄语语言文学系
- 日语语言文学系
- 法语语言文学系
- 德语语言文学系
- 西班牙语语言文学系
- 朝鲜语（韩语）语言文学专业
- 国际商务系

### 专业设置
- 外国语言学
- 应用语言学
- 英语语言文学
- 法语语言文学
- 西班牙语语言文学
- 德语语言文学
- 俄语语言文学
- 日语语言文学
- 朝鲜语（韩语）语言文学
- 国际商务英语

### 研究机构
- 南京大学外国文学研究所
- 南京大学犹太文化研究所
- 南京大学塞万提斯研究中心
- 南京大学加拿大文化研究中心
- 南京大学澳大利亚文化研究中心
- 南京大学双语词典研究中心
- 南京大学翻译研究所
- 南京大学英语口语研究所
- 中德文化比较研究所
- 南京大学俄罗斯学研究中心

### 学术期刊
- 《当代外国文学》

### 其他
南京大学外国语学院在语言、文学和文化领域享有国际声誉。法语系教授许钧是第一位获得“法兰西金质教育勋章”的中国学者，何如教授曾获“法兰西银质教育勋章”。三位曾获“德国国家功勋奖章”的中国德语文学学者冯至、张威廉、杨武能，后两位均为南大校友。俄语系余一中教授曾先后获得俄罗斯“普希金奖章”（1999年）、“马克西姆·高尔基奖章”（2006年）。徐新教授是中国犹太学的奠基人，2003年和以色列在任总统卡扎夫一起被在犹太学方面享有盛誉的巴尔-伊兰大学授予哲学名誉博士学位。
王守仁教授担任教育部高等学校大学英语教学指导委员会主任。刘海平教授担任全国美国文学研究会会长。杨治中教授担任全国大学英语教学研究会会长。南京大学法语系教授许钧兼任中国翻译协会常务副会长，是现任会长和副会长中唯一的大学教授。
全国美国文学研究会、中国英国史研究会、中国非洲问题研究会等相关组织机构设在南京大学。

## 历史概要
- 1917年南京高等师范学校时期，设立英文专修科，1920年改为英语系。追溯历史，明朝时南京曾设四夷馆，清末三江师范学堂时期开设了日语、英语等课程。
- 1921年国立东南大学时期，建立西洋文学系，创建中国大学中最早的西洋文学学科，梅光迪任系主任。
- 1923年，西洋文学系、英语系及德、法、日各学程合并为外国语文系，1927年后国立中央大学时期更名外国文学系，1938年更名外国语文系。
- 抗战时期，中央大学由南京迁往重庆沙坪坝，外文系设英、德、法、日4个教学组。
- 1952年外语系改为西方语言文学系，俄语专业独立为俄语系，1955年又合并为外国语言文学系。
- 1950年代时期，名师荟萃，有如楼光来、郭斌和、范存忠、陈嘉、张威廉、商成祖、徐仲年、何如、叶逢植等教授。
- 1993年，南京大学外语系改为南京大学外国语学院，下设英语系、法语系、德语系、俄语系、西班牙语系等。

### 英语
- 1917年南京高等师范学校时期，设立英文专修科，1920年改为英语系，张士一任系科主任。
- 1923年，西洋文学系、英语系及德、法、日各学程合并为外国语言文学系。英语系长期是外语系的主要组成部分。
- 1952年为西方语言文学系英语文学专业，1955年为外国语言文学系英语文学专业。1956年高等教育部实行教授级别遴选，范存忠是中国英语文学界唯一的一级教授。
- 1993年，外语系英语专业改为外国语学院英语系。

### 法语
- 南京大学法语教学起始于1921年国立东南大学设立的西洋文学系。
- 中央大学时期，抗战前有徐仲年、陈登恪教授法语。抗战以后成立法语组，教师有徐仲年、何如、马光璇。
- 中华人民共和国成立后院系调整，上海震旦大学外文系法文组、同济大学和复旦大学的法语教师并入南京大学，何如担任新成立的法文教学组组长。不久，徐仲年前往上海参加建立新成立的上海外国语学院法语专业。
- 1955年，法文组改名为法语教研室，林文铮任外文系法语教研室主任。
- 1964年因外交需要，国家委托南京大学、北京外国语学院建立法语专科；1965年，教育部曾拟将南京大学法语专科划出设立“南京法语专科学校”，由张怀亮负责，因文革爆发，计划告停。
- 1981年，南京大学法语专业成为中国第一个法语博士学位授予点。1981年11月，中国法语教学研究会在南京大学成立，何如担任第一届会长。

### 德语
- 南京大学德语专业是全国最早成立的两个德语专业之一，始自设立于1947年的国立中央大学外文系德语组。南京大学德语教学起始于1921年最早设立的西洋文学系。
- 1952年院系调整时，上海同济大学和复旦大学的德语教师并入南京大学。南京大学外语系设德国语言教研室，主任张威廉；德国文学教研室，主任陈铨。
- 2005年，南京大学和哥廷根大学合作成立中德文化比较研究所，中德双方在研究所内进行人才培养和科研项目方面的合作，包括教师交流与合作研究以及联合培养硕士和博士研究生。南京大学德语系是中德文化比较研究所的驻所单位。

### 日语
- 南京大学日语教学开始于三江师范学堂时期，日语是当时最初的十七门课程之一；原东京高等师范学校总教习松本孝次郎曾被聘任两江师范学堂总教习。1975年，南京大学外语系日语教研室成立。
- 2002年，南京大学日语专业改为南京大学日语系。

### 俄语
南京大学俄语语言文学专业创建于1945年。1952年设立俄罗斯语言文学系，1955年改为外语系俄语专业，1993年改为俄语系。

### 西班牙语系
南京大学西班牙语系创建于1964年。

## 校友
- 解聘如：西班牙语系。曾任新华社驻外首席记者、《人民日报》特派记者。[1]